# Вторая Пороховая мечеть
Вторая Пороховая мечеть (тат. Пурхавайның 2 нче мәчете, Purxawaynıñ 2 nçe mäçete, پورخاواينڭ ٢نچى مسجدى), Рафиковская мечеть (тат. Рәфыйков мәчете, Räfiqof mäçete, رفيقف مسجدى) — мечеть, располагавшаяся в одноимённом историческом районе Казани, на пересечении улиц Сабан и Февральская.

## История
Мечеть была построена в 1899 (по другим данным в 1900) году на средства купца Ахметгали Рафикова, откуда и произошло одно из её названий. Муллой был назначен уроженец Казани Салихзян Мукминев, вторым муллой предполагалось назначить уроженца деревни Кигазытамаково Иргалея Бабичева, однако из-за немногочисленности прихожан и их бедности ему было в этом отказано и он был назначен азанчеем. В 1921 году Бабичев отказался от духовного звания, его заменил уроженец деревни Бурнашево Ахметкарим Мухаметсадыков.
В 1929 году мечеть была закрыта; Салихзян Мукминев был репрессирован, а о бывшем азанчее Мухаметсадыкове известно, что он оставался неформальным лидером местной мусульманской общины по меньшей мере до конца 1930-х годов 
После закрытия мечети её здание использовалось как жилой дом по меньшей мере до 1960-х годов. В 1986 году решением исполкома горсовета здание мечети должно было быть разобрано и перенесено в центр города на угол улиц Каюма Насыри и Фатыха Карима, однако оно так не было выполнено; по состоянию на 1989 год здание мечети находилось в руинированном состоянии и вскоре было снесено.
Через несколько лет, в 1994 году, примерно в 500 метрах от расположения бывшей мечети, по проекту архитектора Сайяра Айдарова была построена мечеть «Рамазан», частично похожая на снесённую Рафиковскую мечеть.